# Sociologia de la família

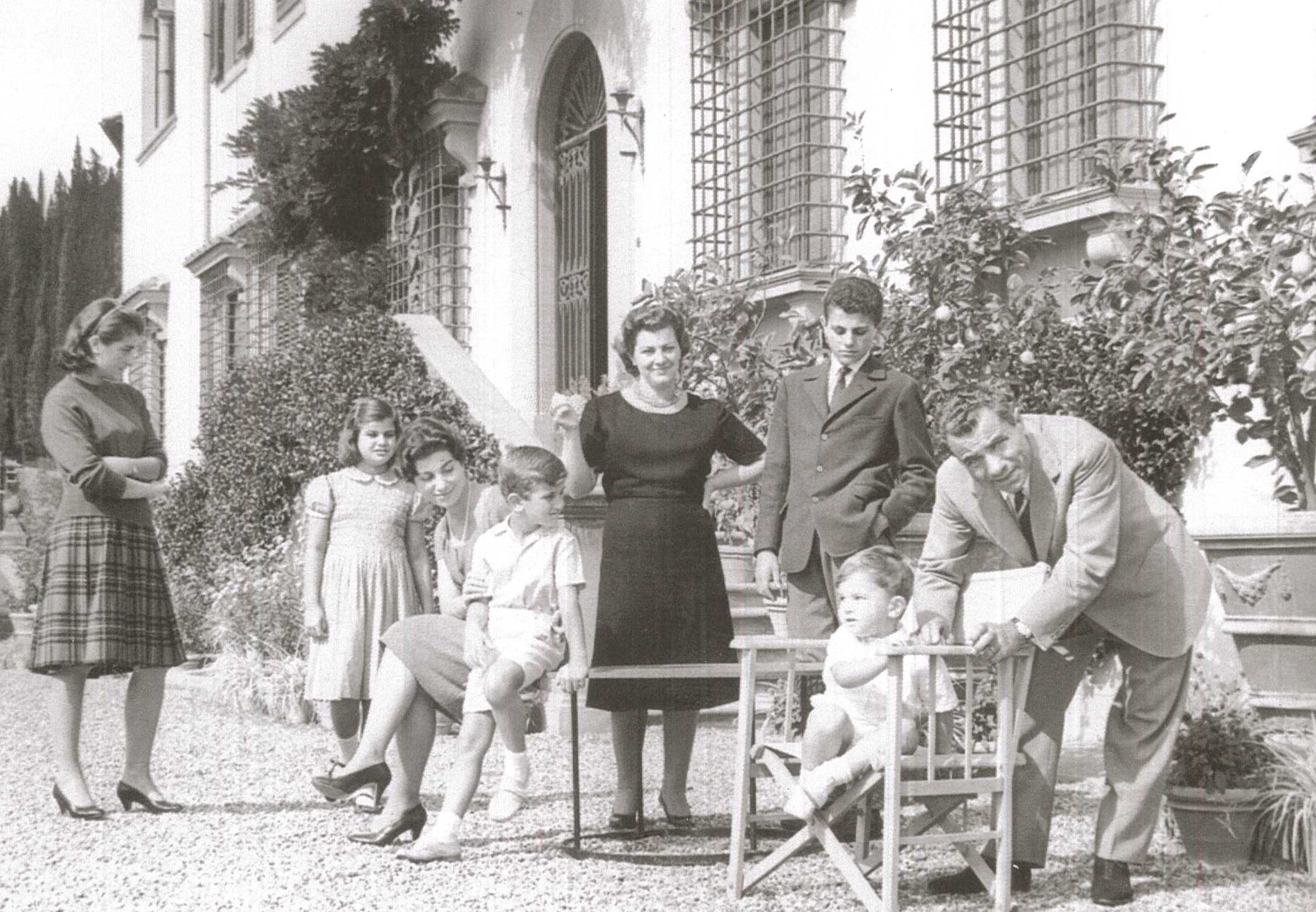
Família italiana l'any 1959

La sociologia de la família és una branca de la sociologia, en la qual investigadors i acadèmics avaluen l'estructura familiar com una institució social i unitat de socialització des de diverses perspectives sociològiques. Es pot veure com un exemple de relacions socials i dinàmiques de grup modelades. És l'agent socialitzador, transmissor de cultura i mantenidor del control social, més considerable. Entre els pressupòsits bàsics del camp d'estudi hi ha la universalitat de la família, la variació inevitable de les formes familiars, i la necessitat de la família per integrar els individus als àmbits socials.
La sociologia familiar s'ocupa generalment de la formació, manteniment, creixement i dissolució dels llaços de parentiu i s'expressa comunament en la investigació sobre el festeig i matrimoni, criança dels infants, ajustament marital i divorci.
Entre altres, té en compte els aspectes demogràfics, ideològics i de classe social.
La família contemporània està subjecta a un procés de morfogènesi social que redefineix les relacions de gènere i les relacions entre generacions.

## Evolució històrica
Els primitius escrits morals prediquen que les societats perden la seva força quan els membres no compleixen amb les seves obligacions familiars. A partir de la segona meitat del segle XIX es caracteritza pel tractament sistemàtic, tot i que no científic. En destaquen dues característiques, lligades al marc intel·lectual de l'època en el que destaquen l'evolucionisme i la revolució industrial:
- Tractament de la família amb una perspectiva àmplia i evolutiva. Es buscava l'origen, característiques i evolució universals. Els estudis directes es feien sobre societats primitives.
- Focalització en els problemes socials de la industrialització i les conseqüències sobre la família. L'anàlisi se centrava en els països més avançats, amb la industrialització incipient.

D'aquesta etapa destaca Frédéric Le Play, enginyer, economista i un dels impulsors de la sociologia va implementar un nou enfocament d'investigació en transposar els mètodes aplicats a les ciències exactes en l'àmbit de les ciències socials. Va construir una teoria social que descansa sobre la idea segons la qual el benestar d'una família obrera es recolza sobre dos elements essencials, el treball i la previsió.
Segons Komarovsky y Waller els primers vint anys a partir de 1895 van estar dedicats a l'evolució de la família i a la valoració de les tendències institucionals. Una preocupació més gran pel present que pel passat i més mètodes científics caracteritzen la següent dècada. La següent va destacar per l'aparició de la psicologia social de la família i l'ús de casos pràctics a més de mètodes quantitatius. A mitjan segle XX es dona l'ús d'estadístiques vitals i estudis sobre la formació de la personalitat en la família parental, l'ajustament matrimonial i la desorganització familiar. També apareixen i es desenvolupa una preocupació especial per les relacions interiors de la família i els problemes d'encaix, com a manifestació del procés general d'individualització. Per tant, a més de considerar els sociòlegs de l'època com Ernest Burgess, de l'Escola de Chicago, grup de teòrics i observadors de l'evolucionisme urbà, que va destacar pels seus estudis de les institucions de la família i el matrimoni, fa necessari considerar els grans psicòlegs (Freud, Jung, Adler) i l'obra de J.C.Flügel, Psychoanalitic Study of the Family (1921), on descriu com es van desenvolupant en les primeres èpoques les emocions primitives amb relació a la família, i partint d'aquests conceptes, entra a considerar l'origen dels conflictes familiars, compara els conceptes de Freud i Jung sobre el tema i també tracta el desenvolupament de la personalidat en funció de la família.
De la mateixa forma que L'origen de les referències sociològiques contemporànies a l'estructura social es pot remuntar a Émile Durkheim, que va argumentar que les parts de la societat són interdependents i que aquesta interdependència imposa estructura al comportament de les institucions i els seus membres, l'antropòleg nord-americà George Peter Murdock, al seu llibre Social Structure (1949), va examinar els sistemes de parentiu en societats prealfabetitzades i va utilitzar l'estructura social com a dispositiu taxonòmic per classificar, comparar i correlacionar diversos aspectes dels sistemes de parentiu. Segons Murdock, la família és un grup social caracteritzat per residència comuna, cooperació econòmica i reproducció. Considera la família nuclear com una agrupació social de caràcter universal, definició qüestionada per no ser un concepte universal segons alguns autors com Ira L.Reiss, que considera que hi ha una gran varietat de tipus de sistemes familiars i matrimonials.
En aquest sentit, John Mogey també afirmava que la família és un grup social complex i que cap teoria no pot tractar tots els comportaments que hi poden haver. Per tant, s'hauria de parlar més adequadament de teories de la família.
El focus d'atenció de Talcott Parsons va ser la família nuclear, inspirat en els antropòlegs funcionalistes Malinowski i Radcliffe-Brown, considerada una estructura distintiva com a sistema social, una de les institucions, com el sistema educatiu i legal que se sostenen mútuament i permeten el funcionament estable de la societat.
Judith Stacey revisa el concepte de model d'unitat familiar moderna defensada per Parsons i el considera una institució antiquada i potencialment opressiva. Aquesta sociòloga estatunidenca, basant-se en una investigació realitzada entre famílies de Silicon Valley, va observar que degut unes estructures econòmiques canviants, amb més atur i condicions desfavorables, la família experimentà un canvi radical. Constata una crisi en el matrimoni per refús de les relacions patriarcals i un desplaçament cap a famílies barrejades i monoparentals, de parelles del mateix sexe i parelles de fet, el que anomena família postmoderna. Alguns autors retreuen que de fet el concepte model de família nuclear de Parsons era un concepte limitat a una classe mitjana i la realitat ja era un altre. Stacey sosté el terme més divers i fluid (queering) de les relacions familiars.
Els modernistes tardans com Anthony Giddens i Ulrich Beck reconeixen que la gent té més opcions pel que fa a les seves relacions i arranjaments familiars, però no creuen que la gent sigui tan lliure com suggereixen els postmodernistes. Encara hi ha patrons subjacents i experiències compartides. En definitiva, constaten que la relació pura i la família negociada esdevenen les noves normes familiars, però dins de l'estructura.

## Models familiars
Els models familiars evolucionen i si fa unes dècades la majoria de les famílies seguien el model de parella casada en què era l'home era el qui tenia el treball remunerat fora de casa, actualment les famílies tenen un aspecte molt diferent. Els comportaments de parella han canviat substancialment, i ara hi ha molts més nens que viuen amb pares i mares que cohabiten sense estar casats, en famílies monoparentals o amb famílies reconstituïdes. Al mercat laboral, la doble remuneració de les parelles s'ha convertit en la norma per a la majoria de les parelles.
L'anàlisi de la composició de les formes residencials de la família a Catalunya evidencia un augment dels divorcis i separacions, de la cohabitació, de la monoparentalitat i de les segones núpcies, tendència equiparable amb altres països del nostre entorn. La família troncal (parelles de dues o més generacions) han quedat reduïdes a nivells estadístics poc significatius, tot i que la tendència al retard en emancipació dels fills fa que augmenti el nombre de llars en què conviuen persones adultes de diverses generacions.
Segons dades de l'Idescat (2021) per nuclis, les llars sense nucli a Catalunya representaven un 29,2% sobre el total (26,4% unipersonals i 2,8% dues persones o més). Les llars amb un nucli, amb parella amb fills eren el 33% del total, parella sense fills un 23% i mare o pare amb fills el 12,3%. Les llars amb dos nuclis o més representaven només un 2,5% del total de llars.
La mida mitjana de la llar, segons dades INE 2022, és de 2,48 persones en l'àmbit estatal. A les Illes Balears, de 2,61; Catalunya, de 2,48 i al País Valencià de 2,45. Les llars unipersonals amb dades de 2022 se situen per sobre de la mitjana estatal al País Valencià amb 27,5%, molt similar a Catalunya, amb el 26,6% i per sota de la mitjana a les Illes Balears amb el 24,8%. A Andorra, amb dades de 2020, el nombre de llars amb un sol membre a la unitat familiar se situa en el 30,1%, mentre que les llars entre dos i quatre membres representen el 66,5% de les llars andorranes i les llars amb cinc membres o més representen el 3,4%. Majoritàriament, en un 70,2%, són llars sense menors d’edat, llars unipersonals (30,1%), per parelles sense fills (21,7%) i per altres llars sense menors (18,4%). Les llars amb almenys un fill menor d’edat suposen el 29,8%.
Espanya tenia una de les taxes de fertilitat més altes d'Europa fins ben entrada la segona meitat del segle xx. El 2018 presentava una taxa de l'1,3, per sota de la mitjana de la UE de l'1,5. Es manifesta un endarreriment en el primer fill, per les dificultats econòmiques de trobar una feina estable i manca d'habitatge assequible per gran part de la població, i també per fet de poder mantenir un equilibri satisfactori entre la vida personal i laboral. L'acceptació de la cohabitació i la normalització del divorci ha provocat una composició familiar més diversa, amb augment de menors que viuen en famílies monoparentals o reconstituïdes. Els nadons nascuts amb pares no casats ha passat d'un 18% el 2000 al 47% el 2018. En l'àmbit de font d'ingressos de les llars, la doble font d'ingressos ara s'ha convertit en el dominant a Espanya. Tot i això, la proporció de menors de quinze anys que viuen a llars on tots els adults treballen se situa en el 59% el 2018, per sota de les mitjanes de la UE (62%) i l'OCDE (61%) i encara lluny de les dades de Dinamarca, Països Baixos, Portugal i Suècia. Malgrat que hi ha indicis de canvi de patrons, i hi ha hagut canvis per equilibrar en permisos de paternitat i custòdia compartida, en general, les dones encara tenen més responsabilitats en les tasques domèstiques i de cura no remunerades que els homes. Amb la crisi del 2007 i la de la COVID-19 la família es va manifestar com una estructura de cooperació important per suavitzar-ne els efectes. Amb la crisi del 2007 i la de la COVID-19 la família es va manifestar com una estructura de suport important per suavitzar-ne els efectes. Tot i que continua tenint elevada importància el suport intergeneracional, l'augment de l'esperança de vida també implica un augment de les necessitats de cures de llarga durada, que implica un model amb més expectatives en els serveis de cura i prestacions, amb una despesa pública que en la majoria dels països no és suficient per cobrir la demanda, amb moltes desigualtats.
Pel que fa a les famílies rurals, les tendències demogràfiques de despoblació, envelliment i masculinització, dificultat per accedir a serveis bàsics com atenció mèdica especialitzada, escoles i infraestructures públiques i privades de transports i telecomunicacions, pot crear dificultats pel normal desenvolupament de les famílies.